# 微軟認證學習顧問
微軟認證學習顧問（Microsoft Certified Learning Consultant）和 MCT相同，都是微軟教育訓練策略的一環，與MCT不同的是，MCLC除了必須要是MCT外，還必須證明本身具有學習微軟技術的藍圖規劃能力，為學員或教育訓練中心規劃出適合的學習路線，讓學員得以順著已規劃好的學習路線學習與強化微軟產品的專業技能。

## 條件
MCLC認證的前置要求為MCT認證，因此考生必須是合格的MCT講師。
由於MCLC是採申請制，因此考生需要提交一份申請書，以及：
- 一份個案研究，以說明申請人的學習規劃技能。
- 一份客戶的證明書，以確認此個案研究確有成效。

## 持續
與MCT認證相同的是，MCLC也是一種年度計畫，每年都需要重新申請，可持續的條件為：
- 在申請續任MCT時，一併接受MCLC合約。
- 提交自上一任起算二年內的新個案研究。